# Ematurga diluta
Ematurga diluta là một loài bướm đêm trong họ Geometridae.